# Ione thoracica
Ione thoracica là một loài chân đều trong họ Bopyridae. Loài này được Montagu miêu tả khoa học năm 1808.